# NGC 1741
NGC 1741 è una coppia di galassie interagenti, situata prospetticamente nella costellazione di Eridano alla distanza di circa 180 milioni di anni luce dalla Terra.

## Caratteri astronomici
La coppia è formata dalle galassie NGC 1741A (o PGC 16574) e NGC 1741B (o PGC 16570). Come risultato della loro collisione le due galassie si trovano in una rapida fase di attiva formazione stellare. Sono considerate galassie Wolff-Rayet a causa della presenza di numerose stelle di questo tipo.
La coppia NGC 1741 a sua volta fa parte, insieme ad altre galassie, di un gruppo di galassie denominato Gruppo di NGC 1700,
classificato HCG 31 nel catalogo Hickson Compact Group compilato da Paul Hickson nel 1982. Peraltro la reale composizione di tale gruppo appare incerta per la presenza di galassie poste a distanza molto maggiore delle altre.